# Горный хребет
Го́рный хребе́т — крупное линейно вытянутое поднятие рельефа с чётко выраженными склонами, пересекающимися в верхней части. Точки наибольших высот образуют гребень хребта — линию, вытянутую в продольном направлении, разделяющую хребет на два склона и служащую водоразделом (линией, разделяющей смежные речные бассейны). К продольным окончаниям хребта гребень, как правило, понижается. По гребню проводится так называемая осевая линия, или ось хребта, которую показывают на орографических схемах.
Форма, протяжённость и высота горного хребта зависят от эпохи возникновения и истории развития, а также от составляющих его горных пород. Высота гребня над подножием горного хребта составляет не менее нескольких сот метров, иногда достигает нескольких километров; протяжённость хребта — десятки и сотни километров, склоны обычно довольно крутые. По форме осевой линии преобладают прямолинейные и слабо изогнутые хребты. Горные хребты образованы множеством геологических процессов, но большинство значительных из них на Земле являются результатом тектоники плит. Горные хребты также встречаются на многих объектах планетарной массы в Солнечной системе и, вероятно, являются особенностью большинства планет земной группы. 

## Основные горные хребты
Большинство геологически молодых горных хребтов на поверхности суши связаны либо с Тихоокеанским вулканическим огненным кольцом, либо с Средиземноморским складчатым поясом. Тихоокеанское вулканическое огненное кольцо включает Анды в Южной Америки, простирается через Североамериканские Кордильеры, вдоль Тихоокеанского побережья, Алеутского хребта, через Камчатку, Японию, Тайвань, Филиппины, Папуа-Новую Гвинею до Новой Зеландии. Анды, протяженностью 7000 километров часто считаются самой длинной горной системой в мире. 
Средиземноморский складчатый пояс включает Индонезию и Юго-Восточную Азию, через Гималаи, Кавказские горы, Балканские горы, Альпы, и заканчивается в Центральных Кордильерах и Атласских горах. В пояс также входят другие горные хребты Европы и Азии. В Гималаях находятся самые высокие горы в мире, в том числе Эверест, высота которой составляет 8848 метров и пересекает границу между Китаем и Непалом. 
Горные хребты за пределами этих двух систем включают Арктические Кордильеры, Урал, Аппалачи, Скандинавские горы, Большой Водораздельный хребет, Алтайские горы и горы Хиджаз. Если определение горного хребта расширить и включить в него подводные горы, то океанские хребты образуют самую длинную непрерывную горную систему на Земле, протяженностью 65 000 километров. 

## Климат
Положение горных хребтов влияет на климат. Когда воздушные массы движутся вверх и над горами, воздух охлаждается, вызывая орографические осадки (дождь или снег). По мере того, как воздух опускается с подветренной стороны, он снова нагревается и становится более сухим, поскольку лишен большей части влаги. Как следствие, большие горные цепи, такие как Анды, разделяют континенты на отдельные климатические регионы. 

## Эрозия
Горные хребты постоянно подвергаются эрозионным силам, которые разрушают их. Бассейны, прилегающие к разрушающемуся горному хребту, затем заполняются отложениями, которые затем превращаются в осадочные породы. Эрозия действует до тех пор, пока горы поднимаются, и исчезает когда горы превращаются в низкие холмы и равнины. Примером может служить раннекайнозойское поднятие Скалистых гор Колорадо. По мере того, как происходило поднятие до высоты примерно 3000 м, большинство мезозойских осадочных пород были удалены в результате эрозии с сердцевины горного хребта и распространились в виде песка и глины по Великим равнинам на восток США.

## Внеземные горные хребты
Горы на других планетах и естественных спутниках Солнечной системы, включая Луну, часто изолированы и формируются в основном в результате таких процессов, как удары метеоритов, хотя есть примеры горных хребтов , несколько похожих на те, что существуют на Земле. Спутник Сатурна Титан и Плутон, в частности, имеют большие горные цепи, состоящие в основном из льда, а не из камней. На Титане это горы Митрим и гора Дум, а на Плутоне горы Тенцинга и горы Хиллари. Некоторые планеты земной группы, кроме Земли, также имеют скалистые горные хребты, такие как горы Максвелла на Венере которые выше, чем любые другие на Земле и горы Тартар на Марсе.

## Галерея
- Муровдагский хребет
- Лунные Апеннины, сформировавшиеся в результате удара
- Горный хребет Хазратишох, Таджикистан